# Spur
Spur és una població dels Estats Units a l'estat de Texas. Segons el cens del 2000 tenia 1.088 habitants.

## Demografia
Segons el cens del 2000, Spur tenia 1.088 habitants, 472 habitatges, i 288 famílies. La densitat de població era de 259,3 habitants per km².
Dels 472 habitatges en un 22,5% hi vivien nens de menys de 18 anys, en un 47,5% hi vivien parelles casades, en un 10,6% dones solteres, i en un 38,8% no eren unitats familiars. En el 37,1% dels habitatges hi vivien persones soles el 20,8% de les quals corresponia a persones de 65 anys o més que vivien soles. El nombre mitjà de persones vivint en cada habitatge era de 2,22 i el nombre mitjà de persones que vivien en cada família era de 2,89.
Per edats la població es repartia de la següent manera: un 22,9% tenia menys de 18 anys, un 6,1% entre 18 i 24, un 22,3% entre 25 i 44, un 23,4% de 45 a 60 i un 25,3% 65 anys o més.
L'edat mediana era de 44 anys. Per cada 100 dones de 18 o més anys hi havia 82 homes.
La renda mediana per habitatge era de 24.286 $ i la renda mediana per família de 32.772 $. Els homes tenien una renda mediana de 25.972 $ mentre que les dones 18.631 $. La renda per capita de la població era de 14.601 $. Aproximadament el 16,2% de les famílies i el 19,8% de la població estaven per davall del llindar de pobresa.

## Poblacions més properes
El següent diagrama mostra les poblacions més properes.